# Digit All Love
Digit All Love – polska grupa muzyczna wykonująca trip hop. Powstała w 2005 roku we Wrocławiu z inicjatywy Macieja Zakrzewskiego, który jest głównym kompozytorem oraz wokalistki i autorki tekstów Natalii Grosiak.
Debiutancki album formacji zatytułowany DIGITALLLOVE ukazał się 21 maja 2007 roku nakładem Anteny Krzyku. 22 lutego 2010 roku do sprzedaży trafił drugi album studyjny zespołu pt. V [fau]. Płyta ukazała się nakładem wytwórni muzycznej Mystic Production.
W 2014 roku Natalię Grosiak zastąpiła Joanna Piwowar-Antosiewicz wraz z którą grupa zarejestrowała trzeci album. Materiał zatytułowany Augusta ukazał się 18 sierpnia 2014 roku.

## Dyskografia
| Rok  | Album                                                         |
| ---- | ------------------------------------------------------------- |
| 2007 | DIGITALLLOVE - Data: 21 maja 2007 - Wydawca: Antena Krzyku    |
| 2010 | V [fau] - Data: 22 lutego 2010 - Wydawca: Mystic Production   |
| 2014 | Augusta - Data: 18 sierpnia 2014 - Wydawca: Mystic Production |